# Gran (przystanek kolejowy)
Gran – kolejowy przystanek osobowy w Gran, w regionie Oppland w Norwegii, jest oddalony od Oslo Sentralstasjon o 67,66 km. Jest położony na wysokości 205,2 m n.p.m.

## Ruch pasażerski
Leży na linii Gjøvikbanen. Jest elementem  kolei aglomeracyjnej w Oslo - w systemie SKM ma numer  300.  Obsługuje Oslo Sentralstasjon, Gjøvik. Pociągi odjeżdżają w obu kierunkach co pół godziny; nie wszystkie pociągi zatrzymują się na wszystkich stacjach. 

## Obsługa pasażerów
Poczekalnia, automat biletowy, telefon publiczny, parking, parking dla rowerów, przystanek autobusowy, postój taksówek. Odprawa podróżnych odbywa się w pociągu.